# Joana Jabace
Joana Jabace (Rio de Janeiro, 9 de fevereiro de 1981) é uma diretora de televisão brasileira.

## Biografia
Carioca formada em Jornalismo na PUC, Joana Jabace entrou na Globo em 2006 e trabalhou com Amora Mautner e Ricardo Waddington e colecionou mais de 12 trabalhos na TV Globo como ‘Paraíso Tropical’ (2007), ‘Cordel Encantado’ (2011) e ‘Avenida Brasil’ (2012). Joana assinou sua primeira direção-geral em 2015, com a produção ‘A regra do Jogo’, de João Emanuel Carneiro. Já ‘Segunda Chamada’ (2019) marca a estreia de Joana como diretora artística, seguida pelo ‘Diário de um Confinado’ (2020), indicada ao Emmy, sendo pioneira em rodar dramaturgia remotamente durante a pandemia.
Em outubro de 2021, Joana Jabace deixa a Globo e assina com a WarnerMedia. Seu primeiro projeto será a série Segundas Intenções, na HBO Max, com produção da Conspiração Filmes.

## Obras

### Novelas
| Ano  | Título           | Creditada como        | Autor                           | Emissora |
| ---- | ---------------- | --------------------- | ------------------------------- | -------- |
| 2007 | Paraíso Tropical | Assistente de direção | Gilberto Braga Ricardo Linhares | TV Globo |
| 2008 | Beleza Pura      | Assistente de direção | Rogério Gomes                   | TV Globo |
| 2009 | Cama de Gato     | Assistente de direção | Duca Rachid Thelma Guedes       | TV Globo |
| 2011 | Cordel Encantado | Assistente de direção | Duca Rachid Thelma Guedes       | TV Globo |
| 2012 | Avenida Brasil   | Direção               | João Emanuel Carneiro           | TV Globo |
| 2013 | Joia Rara        | Direção Geral         | Duca Rachid Thelma Guedes       | TV Globo |
| 2015 | A Regra do Jogo  | Direção Geral         | João Emanuel Carneiro           | TV Globo |

### Séries
| Ano  | Título                      | Creditada como    | Criador(es)                    | Emissora  |
| ---- | --------------------------- | ----------------- | ------------------------------ | --------- |
| 2017 | Filhos da Pátria            | Direção Geral     | Alexandre Machado Bruno Mazzeo | TV Globo  |
| 2018 | Assédio                     | Direção Geral     | Maria Camargo                  | TV Globo  |
| 2019 | Segunda Chamada             | Direção Artística | Carla Faour Julia Spadaccini   | TV Globo  |
| 2020 | Diário de um Confinado      | Direção Artística | Bruno Mazzeo Joana Jabace      | TV Globo  |
| 2025 | Dias Perfeitos (telessérie) | Direção Geral     | Raphael Montes Claudia Jouvin  | Globoplay |

### Longa-metragem
| Ano  | Título           | Creditada como      | Direção      | Produção    |
| ---- | ---------------- | ------------------- | ------------ | ----------- |
| 2005 | Vocação do Poder | Diretora Assistente | José Joffily | Videofilmes |

## Prêmios e indicações
| Ano  | Prêmio             | Categoria                   | Indicação              | Resultado |
| ---- | ------------------ | --------------------------- | ---------------------- | --------- |
| 2012 | Prêmio APCA        | Direção                     | Avenida Brasil         | Venceu    |
| 2014 | Emmy Internacional | Melhor novela               | Joia Rara              | Venceu    |
| 2018 | Prêmio APCA        | Melhor direção              | Assédio                | Venceu    |
| 2019 | Prêmio APCA        | Melhor série e melhor atriz | Segunda Chamada        | Venceu    |
| 2021 | Emmy Internacional | Melhor série                | Diário de um Confinado | Indicado  |